# Ernst Abbe
Pour les articles homonymes, voir Abbe.
Ernst Karl Abbe, né le 23 janvier 1840 à Eisenach et mort le 14 janvier 1905 à Iéna, est un physicien et un industriel allemand.

## Biographie
Ernst Abbe grandit à Eisenach dans des conditions modestes. Son père Georg Adam Abbe est contremaître dans une filature. Après l'école primaire de 1846 à 1850, il peut, grâce au soutien privé de l'employeur de son père (Julius von Eichel-Streiber (de)), étudie à l'école de premier ordre - le futur lycée - à Eisenach, qui s'appelle depuis 1922 lycée Ernst-Abbe (de). Il termine le lycée en 1857 avec le « Zeugnis der Reife » (certificat de maturité) et des notes majoritairement bonnes. Ernst Abbe reçoit des bourses pour étudier et obtient un doctorat de l'université de Göttingen en 1861 et une habilitation à enseigner de l'université d'Iéna en 1863,.
Grâce à Carl Zeiss, il commence à s’intéresser à l'optique au milieu des années 1860, et il est directeur de recherche de la société d'optique de Zeiss en 1866. En 1888, à la mort de Carl Zeiss, il prend la direction de la société d'instruments d'optique d'Iéna qu'ils avaient fondée en commun.
Il fut professeur à l’université d'Iéna en 1870, directeur des observatoires astronomiques et météorologiques en 1878. Ernst Abbe crée avec Otto Schott et Carl Zeiss la verrerie "Jenaer Glaswerke Schott & Genossen" en 1884. Il est le fondateur en 1891 de la fondation Carl-Zeiss.

## Travaux
Ernst Abbe développa la théorie de la formation de l'image microscopique (1872) et mit au point le condenseur pour améliorer la qualité de l'image. En 1889, il utilisa les nouveaux verres fabriqués par Schott et réalisa le premier objectif apochromatique. Il perfectionna le microscope grâce à ses travaux sur l'élimination de l’aberration sphérique et la coma des lentilles. Il est l'inventeur du prisme d'Abbe. Il introduit le nombre d'Abbe qui est une grandeur essentielle en optique oculaire : le rapport de la réfraction avec la dispersion. Il établit la condition d'aplanétisme des systèmes centrés (condition des sinus d'Abbe).

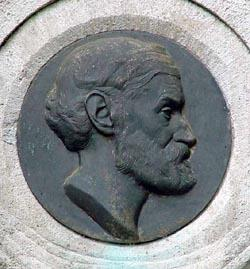